# Harpactea magnibulbi
Harpactea magnibulbi là một loài nhện trong họ Dysderidae.
Loài này thuộc chi Harpactea. Harpactea magnibulbi được miêu tả năm 1991 bởi Machado & Ferrández.